# Internazionali di Tennis Verona 2024
Gli Internazionali di Tennis Verona 2024 sono stati un torneo maschile di tennis professionistico. È stata la 4ª edizione del torneo, facente parte della categoria Challenger 100 nell'ambito dell'ATP Challenger Tour 2024, con un montepremi di 121 000 €. Si è giocato dal 22 al 28 luglio 2024 sui campi in terra rossa dello Sporting Club Verona di Verona, in Italia.

## Partecipanti

### Teste di serie
| Nazionalità | Giocatore            | Ranking* | Testa di serie |
| ----------- | -------------------- | -------- | -------------- |
| Argentina   | Pedro Cachín         | 110      | 1              |
| Paesi Bassi | Jesper de Jong       | 114      | 2              |
| Italia      | Stefano Napolitano   | 125      | 3              |
| Francia     | Richard Gasquet      | 132      | 4              |
| Bolivia     | Hugo Dellien         | 140      | 5              |
| Italia      | Andrea Pellegrino    | 153      | 6              |
| Spagna      | Alejandro Moro Cañas | 158      | 7              |
| Francia     | Ugo Blanchet         | 161      | 8              |
| Germania    | Henri Squire         | 169      | 9              |

* Ranking al 15 luglio 2024.

### Altri partecipanti
I seguenti giocatori hanno ricevuto una wild card per il tabellone principale:
- Jacopo Berrettini
- Marco Cecchinato
- Lorenzo Sciahbasi

Il seguente giocatore è entrato in tabellone con il ranking protetto:
- Filip Krajinović

I seguenti giocatori sono entrati in tabellone come alternate:
- Francesco Maestrelli
- Gianluca Mager

I seguenti giocatori sono passati dalle qualificazioni:
- Andrea Picchione
- João Lucas Reis da Silva
- Nikoloz Basilašvili
- Max Hans Rehberg
- Petr Nesterov
- Federico Arnaboldi

Il seguente giocatore è entrato in tabellone come lucky loser:
- Matheus Pucinelli de Almeida

## Punti e montepremi
| Torneo    | Torneo              | V      | F     | SF    | QF    | 2T    | 1T    | Q | Q2  | Q1  |
| Singolare | Punti               | 100    | 50    | 25    | 14    | 7     | 0     | 4 | 2   | 0   |
| Singolare | Premi in denaro (€) | 16 020 | 9 415 | 5 555 | 3 240 | 1 900 | 1 160 | – | 580 | 290 |
| Doppio    | Punti               | 100    | 50    | 25    | 14    | –     | 0     | – | –   | –   |
| Doppio    | Premi in denaro (€) | 6 845  | 4 050 | 2 400 | 1 420 | –     | 800   | – | –   | –   |

## Campioni

### Singolare
Federico Arnaboldi ha sconfitto in finale  Vilius Gaubas con il punteggio di 6–2, 6–2.

### Doppio
Marcelo Demoliner /  Guillermo Durán hanno sconfitto in finale  Yanaki Milev /  Petr Nesterov con il punteggio di 6(6)–7, 7–6(3), [15–13].